# Liste der Kulturgüter in Collonge-Bellerive
Die Liste der Kulturgüter in Collonge-Bellerive enthält alle Objekte in der Gemeinde Collonge-Bellerive im Kanton Genf, die gemäss der Haager Konvention zum Schutz von Kulturgut bei bewaffneten Konflikten, dem Bundesgesetz vom 20. Juni 2014 über den Schutz der Kulturgüter bei bewaffneten Konflikten sowie der Verordnung vom 29. Oktober 2014 über den Schutz der Kulturgüter bei bewaffneten Konflikten unter Schutz stehen.
Objekte der Kategorien A und B sind vollständig in der Liste enthalten, Objekte der Kategorie C fehlen zurzeit (Stand: 13. Oktober 2021).

## Kulturgüter
| Foto |                                                                          | Objekt                                                                     | Kat. | Typ | Standort                                           | Beschreibung                                                                                  |
| ---- | ------------------------------------------------------------------------ | -------------------------------------------------------------------------- | ---- | --- | -------------------------------------------------- | --------------------------------------------------------------------------------------------- |
| ja   | Datei hochladen · Wikidata zu Schloss Bellerive (Q4883806)               | Château de Bellerive / Schloss Bellerive KGS-Nr.: 2416                     | A    | G   | Chemin du Milieu 25 504162 / 123673                |                                                                                               |
| ja   | Datei hochladen · Wikidata zu Villa-chalet du Prince Essling (Q12005407) | Villa-chalet du Prince Essling KGS-Nr.: 2417                               | A    | G   | Chemin du Milieu 27 504241 / 123775                |                                                                                               |
| BW   | Datei hochladen · Wikidata zu Collonge-Bellerive–Bellerive I (Q2983524)  | Bellerive I, littorale Fundstellen der späten Bronzezeit KGS-Nr.: 9602     | A    | F   | 503764 / 123191                                    | Dieses Objekt ist Bestandteil des UNESCO-Welterbes «Prähistorische Pfahlbauten um die Alpen». |
| ja   | Datei hochladen · Wikidata zu Ferme Rivollet (Q29699905)                 | Bauernhaus Rivollet (Gemeindehaus) / Ferme Rivollet (mairie) KGS-Nr.: 2418 | B    | G   | Chemin du Château-de-Bellerive 1–3 504800 / 123261 |                                                                                               |
| ja   | Datei hochladen · Wikidata zu Festes Haus von Vésenaz (Q14622206)        | Festes Haus von Vésenaz KGS-Nr.: 11809                                     | B    | G   | Chemin du Vieux-Vésenaz 42–44 504313 / 121583      |                                                                                               |